# Yougoslavie aux Jeux olympiques d'été de 1936
La République fédérale de Yougoslavie participe aux Jeux olympiques d'été de 1936 à Berlin. En dépit d’une nombreuse délégation forte de 93 athlètes, elle ne remporte qu’une médaille d’argent en gymnastique, par l’intermédiaire de Leon Štukelj. La République fédérale de Yougoslavie se classe en 25e place dans le tableau final des médailles.

## Tous les médaillés yougoslaves
| Médaille          | Nom          | Sport       | Épreuve             |
| ----------------- | ------------ | ----------- | ------------------- |
| Médaille d'argent | Leon Štukelj | Gymnastique | Epreuve des anneaux |

## Sources
- (fr) Tous les bilans officiels sur le site du Comité international olympique
- (en) Bilan complet yougoslave sur le site olympedia.org